# ドレミのうた
- ドレミのうた[1]
- ドレミの歌[1][2]
- ドレミの唄
- どれみのうた[1]

「ドレミのうた」（英: Do-Re-Mi）は、ミュージカル『サウンド・オブ・ミュージック』の歌の1つ。1959年の作品。オスカー・ハマースタイン2世作詞、リチャード・ロジャース作曲。
同名の映画でも用いられた。日本では、歌手のペギー葉山が自ら訳詞・歌唱したバージョンが広く知られている（後述）。
ヒロインであるマリア・ライナー先生がトラップ一家の子供達に音名（ドレミ）を教える場面で、マリア先生と子供達によって歌われる歌である。のちにミュージカルが映画化され、有名になった。ミュージカルから離れても広く愛唱されており、非常に有名な歌である。子供が学校で初めて覚える歌の1つでもある。
各節の歌詞の冒頭が「ドレミファソラシ」になっていて、なおかつ各節のメロディの冒頭も「ドレミファソラシ」になっているため、音名を覚えるには最適とされる。この発想自体、イタリア語音名（ドレミ）の由来となった『聖ヨハネ賛歌』と通じるものがある。
日本では、映画『サウンド・オブ・ミュージック』で歌われたジュリー・アンドリュースによる録音がシングルカットされ、日本ビクターから発売された。1972年には同一品番・同内容でレーベルをRCAに替え、再発された（ジュリー・アンドリュースと子供たち「ド・レ・ミの歌」規格品番：SS-1532。B面は同映画の主題歌「サウンド・オブ・ミュージック｣。

## 日本語詞
- 2006年（平成18年）に文化庁と日本PTA全国協議会が「日本の歌百選」に選定した[3]。

### ペギー葉山版

#### 概要
日本ではジャズ及び歌謡曲の歌手・ペギー葉山が自ら日本語の歌詞をつけて紹介したものが広く知られており、1974年（昭和49年）以後、日本の音楽の教科書にもたびたび掲載されている。
ペギー版は1961年（昭和36年）にLPで発売され、1962年（昭和37年）にNHKの『みんなのうた』で使用された。同年7月10日に「ドレミのうた」の曲名でシングル「大人とこども」のB面曲として発売され、1965年（昭和40年）に再録音版が「ドレミの歌」の曲名でシングルレコードとして発売された。 
『みんなのうた』での放送後、視聴者からの楽譜の希望が多かった曲の一つである。
ペギーが1960年（昭和35年）にロサンゼルスで開催された日米修好100年祭に招待された直後にブロードウェイに立ち寄り、そこで見た『サウンド・オブ・ミュージック』に感銘を受け、劇場の売店で譜面とオリジナルLPを購入し、そのままホテルへ直行し1番の訳詞を手がけ、日本に持ち帰った。
ペギー葉山による日本語詞はアメリカのイメージが強いドーナツが登場するなど、ミュージカルとの関連性が希薄になっている（ミュージカルはオーストリアの一家の物語）。そのこともあり、『サウンド・オブ・ミュージック』の日本公演でペギーの詞が使われることは長らくなかった。しかし、2007年からの劇団スイセイ・ミュージカルによる、『サウンド・オブ・ミュージック』では、ペギー葉山が修道院長役で出演し、はじめてペギー葉山版の歌詞が使用された。2010年の劇団四季による『サウンド・オブ・ミュージック』上演でもペギー葉山版の歌詞が使用されている。
なお、歌詞中にドーナツを登場させたことについて、後にペギー自身が戦時中の集団疎開で食べ物が乏しい中、一番食べたかったものが母親手作りのドーナツだったことからこの歌詞を着想したと語っている。
ペギーは当初、音名に対応する語をすべて食べ物にしようとしていたが（ミはミカンなど）、「ファ」で始まる食べ物がファンタしか思いつかず、商品名（商標名）になるため断念したというエピソードがある。また、ペギー版の2番の詞は、レコード化される際に新たに付け加えられたものであり、ペギーが東北地方へコンサートに出かけた際に、車窓から小学校で運動会の予行演習をしていた子供たちの姿を見て、歌詞にしたものである（英語原詞には2番は存在しない）。
映画版でマリアを演じたジュリー・アンドリュースも、1977年の来日コンサートで「ドレミの歌」を歌った際、途中からペギー葉山版の日本語詞を披露している。
なお、アニメ『トラップ一家物語』では、主題歌にペギー版歌詞の本曲が用いられた（詳細はトラップ一家物語#主題歌を参照）。
ペギーは本曲の日本語詞を作詞したことが縁となり、1995年（平成7年）にNHKのテレビ番組「世界・わが心の旅」で、当時存命中であったトラップ家の人々との対面が実現した。
2014年8月13日放送の『水曜日のダウンタウン』で、すべて食べ物の歌詞がペギー本人によって書き下ろされた（どんぶり・レンコン・みそ汁・ファミチキ・そぼろ・らっきょ・しば漬け）。2015年6月8日にテレビ東京で放送された『大人も知らない大人の事情』では、全ての歌詞を食べ物の商品名にした「ドレミのうた 〜大人の事情バージョン〜」がペギー葉山と紺野あさ美によって書き下ろされた（どん兵衛・レッドブル・ミルミル・ファンタ・爽健美茶・ラ王・白い恋人）。
本曲の作詞印税はペギーには全く入らないという（元々作詞の印税契約をしていなかった）。
2021年3月6日には『みんなのうた』誕生秘話番組『そして「みんなのうた」は生まれた』（第1回。NHK Eテレ）で、放送第1曲『おお牧場はみどり』と共に本曲の誕生秘話を放送。志村建世ディレクターと、ペギーの生前のインタビュー、そして本曲を放送したが、曲の音声は「みんなのうた発掘プロジェクト」（2011年 - 2021年）で視聴者から提供されたものの、映像は提供されなかったので、志村ディレクターが所有していた当時の『みんなのうた』写真に合わせて曲を放送した。そして同年4月にはラジオのみで58年9か月ぶりに再放送される。

#### 収録曲
1962年盤（キングレコード EB-7114）
1. 大人とこども
  - 作詞：ルネ・ルゾー（René Rouzaud）、訳詞：藤田敏雄、作曲：ウェイン・シャンクラン（Wayne Shanklin）、編曲：小野崎孝輔、歌：ペギー葉山、庄司淳

原題は"L'Homme et l'Enfant"、エディ・コンスタンティーヌとタニア・コンスタンティーヌが歌った同名映画の主題歌のカバー
2. ドレミのうた
  - 作詞：オスカー・ハマースタイン2世、訳詞：ペギー葉山、作曲：リチャード・ロジャース、編曲：小野崎孝輔、歌：ペギー葉山、東京少年合唱隊

1965年盤（キングレコード BS-7125）、1978年盤（キングレコード BS-1425）
1. ドレミの歌（「サウンド・オブ・ミュージック」より）
  - 作詞：オスカー・ハマースタイン2世、訳詞：ペギー葉山、作曲：リチャード・ロジャース、編曲：小野崎孝輔、歌：ペギー葉山、ひばり児童合唱団、レオン・サンフォニエット
2. ひとりぼっちの羊飼い（英語版）（「サウンド・オブ・ミュージック」より）
  - 作詞：オスカー・ハマースタイン2世、訳詞：あらかはひろし、作曲：リチャード・ロジャース、編曲：若松正司

1978年盤（キングレコード GK-2030）
1. ラ・ノビア
  - 作詞・作曲：ホワキン・プリエート、訳詞：あらかはひろし、編曲：若松正司
2. ドレミの歌
  - 作詞：オスカー・ハマースタイン2世、訳詞：ペギー葉山、作曲：リチャード・ロジャース、編曲：小野崎孝輔、歌：ペギー葉山、ひばり児童合唱団

1998年盤（キングレコード KIDX-2140）
1. ドレミの歌
2. ラ・ノビア

### 宮城まり子版
宮城まり子は1959年（昭和34年）、『サウンド・オブ・ミュージック』をブロードウェイ公演の初日に見て感銘を受け、帰国後岩谷時子の日本語詞で吹き込んだ。宮城版は1962年（昭和37年）発売のLP『まり子のミュージカル』（ビクター LV-263）に収録され、1963年（昭和38年）7月にシングルカットされた。宮城版の曲名は「ドレミの唄」である。
宮城は1962年の『第13回NHK紅白歌合戦』でも「ドレミの唄」を歌っている。

#### 収録曲
1963年盤（ビクター PV-39）
1. ドレミの唄（「サウンド・オブ・ミュージック」より）
  - 作詞：オスカー・ハマースタイン2世、訳詞：岩谷時子、作曲：リチャード・ロジャース
2. 気まゝな暮らし（気ままなくらし（英語版））（「アニーよ銃をとれ」より）
  - 作詞・作曲：アーヴィング・バーリン、訳詞：岩谷時子
  - 「ドレミの唄」と同様に『まり子のミュージカル』からのシングルカット。

### ミュージカル版
1965年（昭和40年）に開始された『サウンド・オブ・ミュージック』の日本公演では、滝弘太郎による日本語詞が使われてきた。滝は、英語原詞を直訳して日本語にすると歌詞が長くなりすぎて音符に乗らず、意訳するとミュージカルと繋がらなくなるということで、日本語詞には苦心したという。また、1992年（平成4年）からの日本公演では、宮本亜門による新たな日本語詞が使われている。

### 九重佑三子版
萩原芳子の日本語詞により九重佑三子が歌ったものが1965年（昭和40年）10月、シングル「チム・チム・チェリー」のB面曲として発売された。九重版の曲名は「ドレミのうた」である。

#### 収録曲
1965年盤（東芝 TP-1164）
1. チム・チム・チェリー（映画「メリー・ポピンズ」より）
  - 作詞・作曲：リチャード・M・シャーマン、ロバート・B・シャーマン、訳詞：萩原芳子
2. ドレミのうた（映画「サウンド・オブ・ミュージック」より）
  - 作詞：オスカー・ハマースタイン2世、訳詞：萩原芳子、作曲：リチャード・ロジャース

### その他の日本語版
岩谷時子の日本語詞（宮城に提供したものとは異なる）により越路吹雪が歌ったものが存在し、1974年（昭和49年）発売のLP『ようこそ劇場へ -越路吹雪ロング・リサイタル-』（東芝EMI TP-60022/3）に収録されている。
フジテレビの番組「オールスター家族対抗歌合戦」ではオープニングテーマに本曲が使用されたが、歌詞は番組オリジナルの日本語詞であった。
2018年4月20日放送のNHKのクイズバラエティー番組『チコちゃんに叱られる!』にて、音色名の由来となった聖ヨハネ賛歌の歌詞に基づく「ドレミのうた」（ド：「〜のように (Ut)」など。作詞：金澤正剛）が作成され、八代亜紀が歌唱した。

## 歌詞
英語原詞はそれぞれの音名について、同じまたは似た発音の単語を使っている（例えば英: doe（ド）は英: female Deer（雌鹿）、英: ray（レ）は英: a drop of golden sun（黄金色の太陽からこぼれおちた光）、英: me（ミ）は（自分を指す英語me）ミー、ファは「遠い」という意味のfar、ソは「針で縫う」という意味のsew、ラには適当な英単語がなかったので「ソの次の音」）。なお、英語では si「シ」音を ti「ティ」と発音して「ジャム付きのパン」とつないでいるので、英: tea（紅茶）に掛けている。
多くの日本語詞では、音名が頭につく単語を用いている（例えばド：ドーナツ（ペギー葉山版及び越路吹雪版）、ド：ドラム（滝弘太郎版及び宮本亜門版）、ド：甘いドロップ（宮城まり子版）、ド：どこまでも（九重佑三子版）。

## 録音した歌手
- ピンキーとキラーズ - シングル「ゆびきりげんまん」（1968年）。ペギー葉山の訳詞。
- 山野さと子、森の木児童合唱団
- 山下久美子 feat.甲本ヒロト (THE HIGH-LOWS) - アルバム『Duets』（2005年）
- 林原めぐみ - アルバム『林原めぐみ たのしいどうよう』（2007年）